# فولكسفاغن أرينا
فولكسفاجن أرينا هو ملعب متعدد الاستخدام يقع في مدينة فولفسبورغ في ألمانيا.يعتبر فولكسفاجن أرينا ملعب نادي فولفسبورغ حامل لقب الدوري الألماني 2008-2009.

## تاريخ الملعب
افتتح الملعب في تاريخ 13 ديسمبر عام 2002 بتكلفة إنشاء تقارب 53 مليون يورو.قبل افتتاحه كان نادي فولفسبورغ يلعب في ملعب (في اف إل) الذي يتسع لـ20500 متفرج فقط.ولكن في الوقت الحالي أصبح فولكسفاجن أرينا هو ملعب نادي فولفسبورغ.

## الاستخدام
يلعب فيه بشكل رئيسي نادي فولفسبورغ في جميع البطولات.استضاف الملعب أول مباراة لنادي فولفسبورغ في دوري أبطال أوروبا في 15 سبتمبر عام 2009,وانتهت بانتصار فولفسبورغ بنتيجة 3-1 على سيسكا موسكو الروسي.
كما أن فولكسفاجن أرينا استضاف بعض مباريات كأس العالم للسيدات والذي أقيم في ألمانيا عام 2011.

## السعة
كان الملعب القديم يسع لـ20500 متفرج فقط، أما فولكسفاجن أرينا فإنه يتسع لـ30000 متفرج.بواقع 22000 متفرج جالسين و 8000 متفرج واقفين.
يحتوي الملعب على مطعم اسمه (Soccer-Café).